# Anaspis rufilabris
Anaspis rufilabris is een keversoort uit de familie bloemspartelkevers (Scraptiidae). De wetenschappelijke naam van de soort is voor het eerst geldig gepubliceerd in 1827 door Gyllenhall.